# Scilla luciliae
Scille de Lucile, Gloire des neiges
Espèce
Scilla luciliae, la Scille de Lucile également appelée Gloire des neiges, est une espèce de plantes de la famille des Asparagacées.